# Francis Lessard
Pour les articles homonymes, voir Lessard.
Francis Lessard (né le 30 mai 1979 à Montréal, Québec au Canada) est un joueur professionnel canadien de hockey sur glace,.

## Carrière de joueur
Joueur issu de la Ligue de hockey junior majeur du Québec étant plutôt reconnu par son style robuste, il commence sa carrière avec les Foreurs de Val-d'Or avec lesquels il participe à la Coupe Mémorial en 1998. Il dispute ensuite la saison 1998-1999 avec les Voltigeurs de Drummondville.
Il est repêché par les Hurricanes de la Caroline en 1997, mais il est échangé aux Flyers de Philadelphie avant même ses débuts professionnels.
Il commence donc sa carrière professionnelle avec le club-école des Flyers, les Phantoms de Philadelphie. Au cours de la saison 2001-2002, il est échangé aux Thrashers d'Atlanta, équipe avec laquelle il fait ses débuts dans la Ligue nationale de hockey. La même saison, il participe aux séries éliminatoires avec le club-école des Thrashers, les Wolves de Chicago. Il aide son équipe à remporter un premier titre dans la Ligue américaine de hockey mettant ainsi la main sur la Coupe Calder.
Il joue quelques saisons dans l'organisation des Thrashers d'Atlanta, puis en vue de la saison 2006-2007, il se joint au Wolf Pack de Hartford.
Il évolue ensuite deux saisons avec le Rampage de San Antonio, puis le 4 août 2010, il signe un contrat à titre d'agent libre avec les Sénateurs d'Ottawa. Après avoir commencé la saison avec les Senators de Binghamton, il dispute 24 matchs à Ottawa.
Le 28 septembre 2012, il signe un contrat à titre d’agent libre avec les Riverkings de Cornwall de la Ligue nord-américaine de hockey.

## Statistiques
Pour les significations des abréviations, voir Statistiques du hockey sur glace.
| Saison     | Équipe                                       | Ligue          |     | Saison régulière | Saison régulière | Saison régulière | Saison régulière | Saison régulière |   | Séries éliminatoires | Séries éliminatoires | Séries éliminatoires | Séries éliminatoires | Séries éliminatoires |
| Saison     | Équipe                                       | Ligue          | PJ  | B                | A                | Pts              | Pun              | PJ               | B | A                    | Pts                  | Pun                  |                      |                      |
| 1994-1995  | Rousseau Royal de Laval-Laurentides          | Midget AAA     | 1   | 0                | 0                | 0                | 0                |                  |   |                      |                      |                      |                      |                      |
| 1995-1996  | Rousseau Royal de Laval-Laurentides          | Midget AAA     | 41  | 5                | 7                | 12               | 73               | 13               | 1 | 3                    | 4                    |                      |                      |                      |
| 1996-1997  | Foreurs de Val-d'Or                          | LHJMQ          | 66  | 1                | 9                | 10               | 312              | -                | - | -                    | -                    | -                    |                      |                      |
| 1997-1998  | Foreurs de Val-d'Or                          | LHJMQ          | 63  | 3                | 20               | 23               | 338              | 19               | 1 | 6                    | 7                    | 101                  |                      |                      |
| 1998       | Foreurs de Val-d'Or                          | Coupe Memorial | -   | -                | -                | -                | -                | 3                | 1 | 0                    | 1                    | 13                   |                      |                      |
| 1998-1999  | Voltigeurs de Drummondville                  | LHJMQ          | 53  | 12               | 36               | 48               | 295              | -                | - | -                    | -                    | -                    |                      |                      |
| 1999-2000  | Phantoms de Philadelphie                     | LAH            | 78  | 4                | 8                | 12               | 416              | 5                | 0 | 1                    | 1                    | 7                    |                      |                      |
| 2000-2001  | Phantoms de Philadelphie                     | LAH            | 64  | 3                | 7                | 10               | 330              | 10               | 0 | 0                    | 0                    | 33                   |                      |                      |
| 2001-2002  | Phantoms de Philadelphie                     | LAH            | 60  | 0                | 6                | 6                | 251              | -                | - | -                    | -                    | -                    |                      |                      |
| 2001-2002  | Wolves de Chicago                            | LAH            | 7   | 2                | 1                | 3                | 34               | 15               | 0 | 1                    | 1                    | 40                   |                      |                      |
| 2001-2002  | Thrashers d'Atlanta                          | LNH            | 5   | 0                | 0                | 0                | 26               | -                | - | -                    | -                    | -                    |                      |                      |
| 2002-2003  | Wolves de Chicago                            | LAH            | 50  | 2                | 5                | 7                | 194              | 1                | 0 | 0                    | 0                    | 0                    |                      |                      |
| 2002-2003  | Thrashers d'Atlanta                          | LNH            | 18  | 0                | 2                | 2                | 61               | -                | - | -                    | -                    | -                    |                      |                      |
| 2003-2004  | Wolves de Chicago                            | LAH            | 62  | 1                | 1                | 2                | 181              | -                | - | -                    | -                    | -                    |                      |                      |
| 2005-2006  | Wolves de Chicago                            | LAH            | 36  | 2                | 3                | 5                | 161              | -                | - | -                    | -                    | -                    |                      |                      |
| 2005-2006  | Thrashers d'Atlanta                          | LNH            | 6   | 0                | 0                | 0                | 0                | -                | - | -                    | -                    | -                    |                      |                      |
| 2006-2007  | Wolf Pack de Hartford                        | LAH            | 58  | 3                | 6                | 9                | 309              | -                | - | -                    | -                    | -                    |                      |                      |
| 2007-2008  | Wolf Pack de Hartford                        | LAH            | 14  | 4                | 1                | 5                | 49               | -                | - | -                    | -                    | -                    |                      |                      |
| 2008-2009  | Rampage de San Antonio                       | LAH            | 59  | 2                | 2                | 4                | 324              | -                | - | -                    | -                    | -                    |                      |                      |
| 2009-2010  | Rampage de San Antonio                       | LAH            | 61  | 2                | 2                | 4                | 289              | -                | - | -                    | -                    | -                    |                      |                      |
| 2010-2011  | Senators de Binghamton                       | LAH            | 36  | 2                | 1                | 3                | 187              | -                | - | -                    | -                    | -                    |                      |                      |
| 2010-2011  | Sénateurs d'Ottawa                           | LNH            | 24  | 0                | 0                | 0                | 78               | -                | - | -                    | -                    | -                    |                      |                      |
| 2011-2012  | Senators de Binghamton                       | LAH            | 43  | 1                | 1                | 2                | 138              | -                | - | -                    | -                    | -                    |                      |                      |
| 2012-2013  | Riverkings de Cornwall                       | LNAH           | 36  | 2                | 8                | 10               | 147              | 9                | 2 | 1                    | 3                    | 48                   |                      |                      |
| 2013-2014  | Riverkings de Cornwall                       | LNAH           | 31  | 3                | 6                | 9                | 192              | 6                | 0 | 1                    | 1                    | 22                   |                      |                      |
| 2014-2015  | Riverkings de Cornwall                       | LNAH           | 15  | 4                | 2                | 6                | 81               | -                | - | -                    | -                    | -                    |                      |                      |
| 2015-2016  | Riverkings de Cornwall                       | LNAH           | 16  | 0                | 2                | 2                | 118              | -                | - | -                    | -                    | -                    |                      |                      |
| 2015-2016  | Blizzard Cloutier Nord-Sud de Trois-Rivières | LNAH           | 6   | 1                | 1                | 2                | 64               | 6                | 0 | 0                    | 0                    | 69                   |                      |                      |
| 2016-2017  | Blizzard Cloutier Nord-Sud de Trois-Rivières | LNAH           | 12  | 1                | 1                | 2                | 42               | -                | - | -                    | -                    | -                    |                      |                      |
| Totaux LNH | Totaux LNH                                   | Totaux LNH     | 115 | 1                | 3                | 4                | 346              | -                | - | -                    | -                    | -                    |                      |                      |

## Trophées et honneurs personnels
- Coupe Memorial
  - 1998 : nommé dans l'équipe d'étoiles.
- Ligue américaine de hockey
  - 2002 : remporte la Coupe Calder avec les Wolves de Chicago.

## Transactions en carrière
- 25 mai 1999 : échangé aux Flyers de Philadelphie par les Hurricanes de la Caroline en retour d'un choix de 8e ronde (Antti Jokela) lors du repêchage d'entrée dans la LNH en 1999.
- 15 mars 2002 : échangé aux Thrashers d'Atlanta par les Flyers de Philadelphie en retour de David Harlock, d'un choix de 3e ronde (échangé plus tard aux Coyotes de Phoenix, Phoenix sélectionne Tyler Redenbach) et d'un choix de 7e ronde (échangé plus tard aux Sharks de San José, San José sélectionne Joe Pavelski) lors du repêchage d'entrée dans la LNH en 2003.
- 31 juillet 2008 : signe un contrat comme agent libre avec les Coyotes de Phoenix.
- 4 août 2010 : signe un contrat comme agent libre avec les Sénateurs d'Ottawa.
- 28 septembre 2012 : signe un contrat comme agent libre avec les Riverkings de Cornwall de la Ligue nord-américaine de hockey.